# جيلو ناوم
جيلو ناوم (بالرومانية: Gellu Naum)‏ (1 أغسطس 1915-29 سبتمبر 2001) هو شاعر وكاتب مسرحي وروايات وأدب الأطفال ومترجم روماني.

## روابط خارجية
- جيلو ناوم على موقع مونزينجر (الألمانية)